# L'Isle
L'Isle es una comuna suiza del cantón de Vaud, situada en el distrito de Morges. Limita al norte con la comuna de Mont-la-Ville, al noreste con Cuarnens, al sureste con Chavannes-le-Veyron, Pampigny y Mauraz, al sur con Montricher, y al oeste con L'Abbaye.
Hasta el 31 de diciembre de 2007, la comuna formó parte del distrito de Cossonay, círculo de L'Isle.

## Enlaces externos

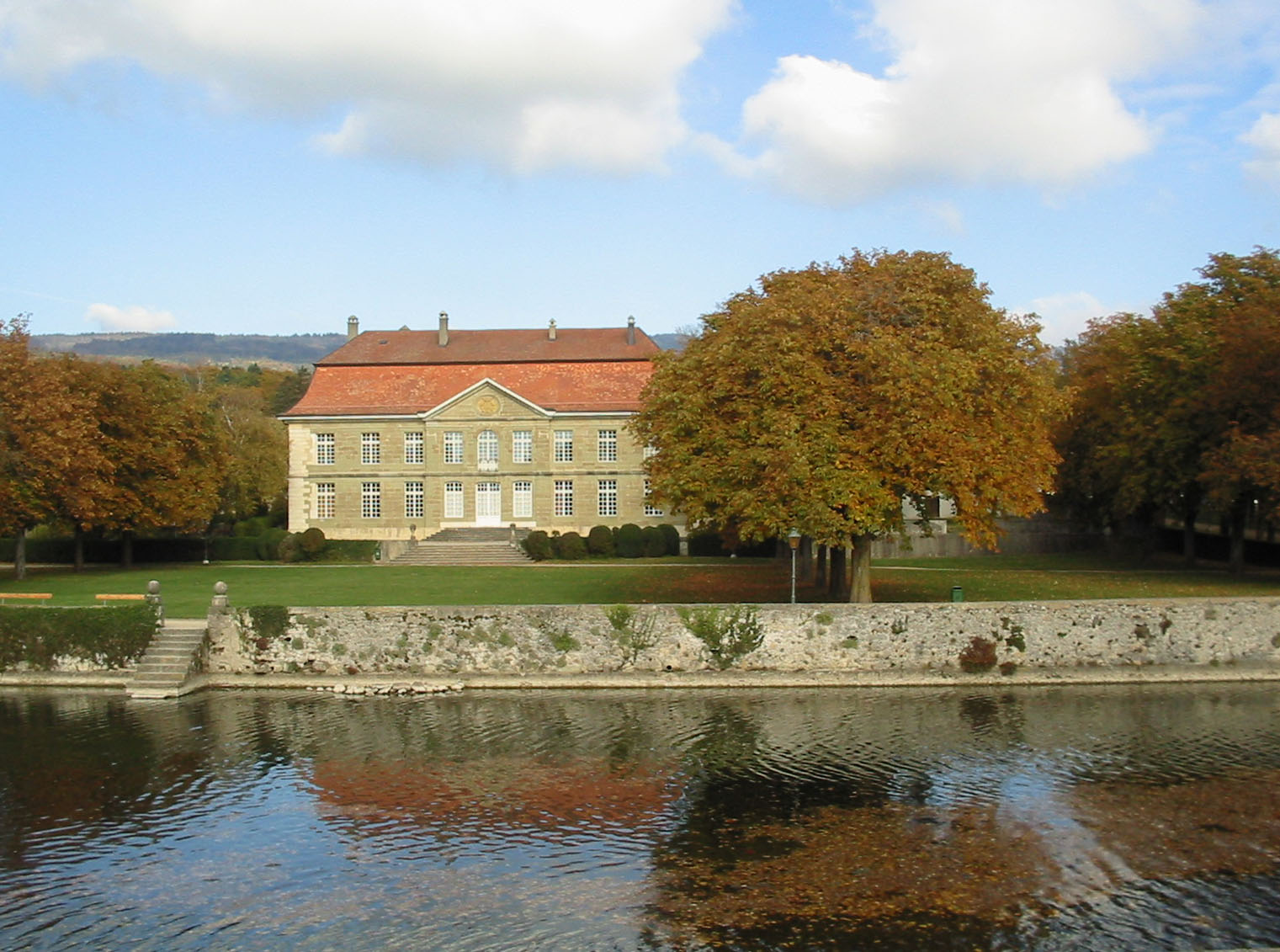
Vista del castillo de L'Isle.